# Pont des Trois-Sautets
Le pont des Trois-Sautets est un pont enjambant la rivière Arc au sud-est de la ville d'Aix-en-Provence, entre les communes d'Aix-en-Provence (rive droite) et de Meyreuil (rive gauche). C'est un pont en maçonnerie, à une seule arche, en dos d'âne,.
Le nom du pont vient des trois petits sauts (ou « sautets ») qu'il fallait faire pour franchir l'Arc en cet endroit avant l'érection de l'ouvrage.[réf. nécessaire]

## Histoire
Sa construction remonte à 1655.
Au début du XXe siècle, la municipalité de Meyreuil vote la démolition du pont. Aussitôt, une campagne de presse, menée par les journaux aixois, vise à faire annuler le projet, ce qu'elle parvient à obtenir.

## Visiteurs célèbres

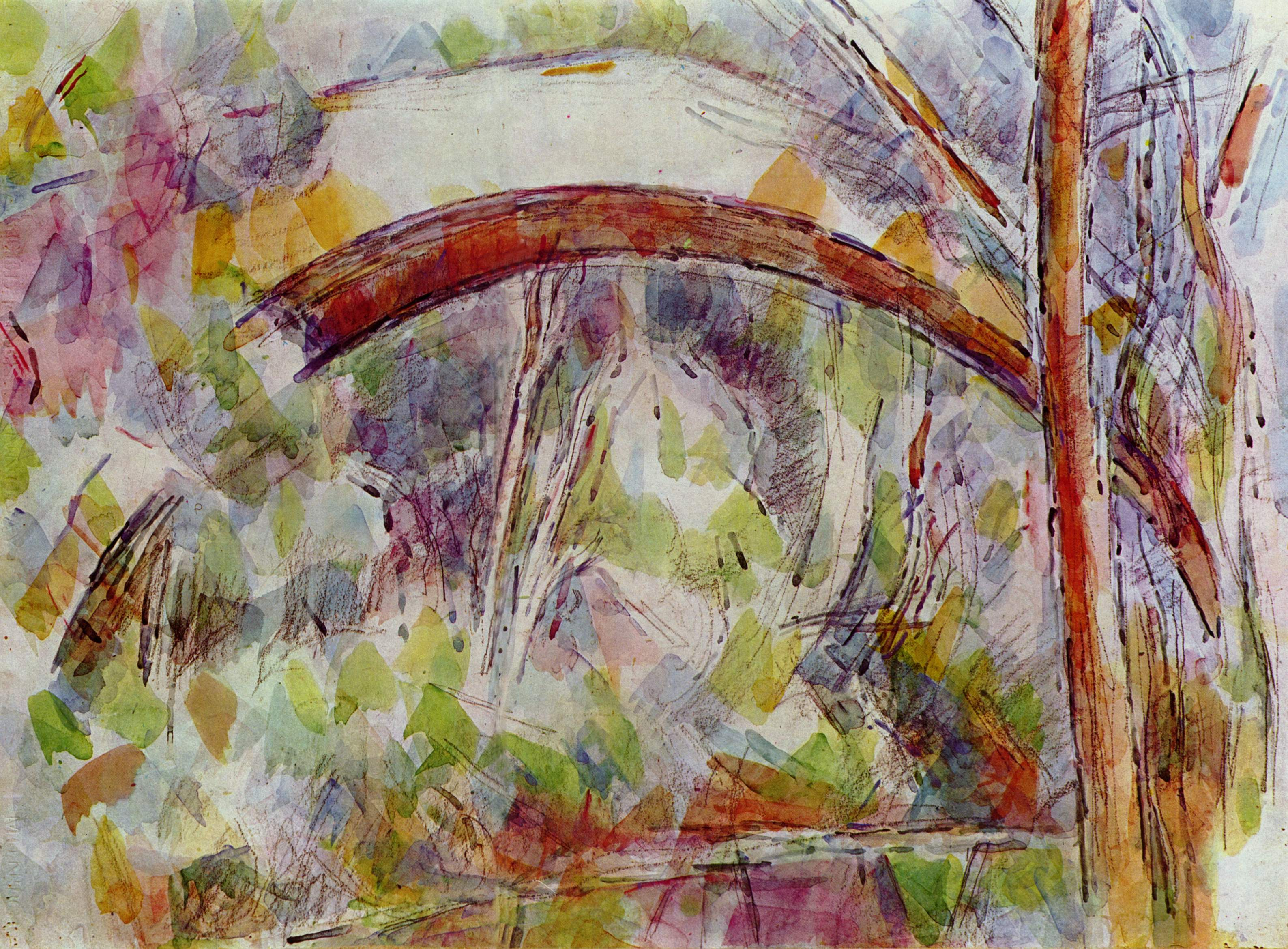
Le Pont des Trois-Sautets par Paul Cézanne, aquarelle, 1901.

Le peintre Paul Cézanne y venait souvent. Il est l'auteur d'une toile intitulée Paysage à l'oratoire et le pont des Trois-Sautets, exécutée en 1865-1866. Sur son tableau Baigneuses sous le pont de l'Arc, c'est aussi le pont des Trois-Sautets que l'on reconnaît, et non pas le pont actuellement dénommé « pont de l'Arc », sur la route de Marseille.
En août 1906, il écrit à son fils : « J'attends quatre heures, la voiture viendra me prendre et me conduira à la rivière, au pont des Trois-Sautets. Là, il y a plus de fraîcheur ; hier j'y ai été très bien, j'ai commencé une aquarelle dans le genre de celles que je faisais à Fontainebleau, elle me paraît plus lumineuse, le tout est de mettre le plus de rapport possible,. » Un siècle après, il n'a pas changé : même arche élégante, mêmes rives, même végétation...
Plus tard, le Premier ministre britannique Winston Churchill s'y délassera à ses heures perdues.
C'est sur ce pont que le 12 août 1964, le chanteur Serge Lama est victime d'un terrible accident de voiture. Il allait rejoindre à Aix-en-Provence Marcel Amont, pour lequel il chantait en première partie. Il fera 38 h de coma, subira 14 opérations et ne remontera sur scène que deux ans plus tard. Dans cet accident, le frère d'Enrico Macias, Jean-Claude, qui conduisait, trouvera la mort ainsi que Liliane Benelli, pianiste de Barbara et fiancée de l'époque de Serge Lama.